# لانمی ایرلاینز
لانمی ایرلاینز (خمر: ឡានម៉ីអ៊ែរឡាញ) شرکت هواپیمایی کامبوجی است، که در سال ۲۰۱۶ تأسیس شد.